# Jaroslava Severová
Jaroslava Severová (* 1. dubna 1942, Praha) je česká grafička a pedagožka, vedoucí ateliéru oboru „Grafická tvorba – multimédia“ na Univerzitě Hradec Králové.

## Život
Studovala na Akademii výtvarných umění v Praze (prof. J. Horník, V. Tittelbach, 1960 – 1966). V letech 1992 – 2008 byla pedagogem na Institutu výtvarné tvorby Fakulty architektury ČVUT v Praze a roku 1995 byla jmenována docentkou /AVU, Praha/. Od roku 2005 působí na Pedagogické fakultě Univerzity Hradec Králové, katedra výtvarné kultury, kde je garantem oboru Grafická tvorba – multimédia.
V roce 2005 získala Cenu Vladimíra Boudníka za osobitý a nepřehlédnutelný podíl na rozvoji soudobé české grafiky.

### Stáže
- 1988 – Graphica Atlantica, Reykjavík
- 1992 – British Council, Londýn

### Výukový pobyt Erasmus
- 2002 – přednáška a workshop na Academia Bellas Artes, Valencia
- 2012 – přednáška a workshop na Arel University, Istanbul

## Dílo

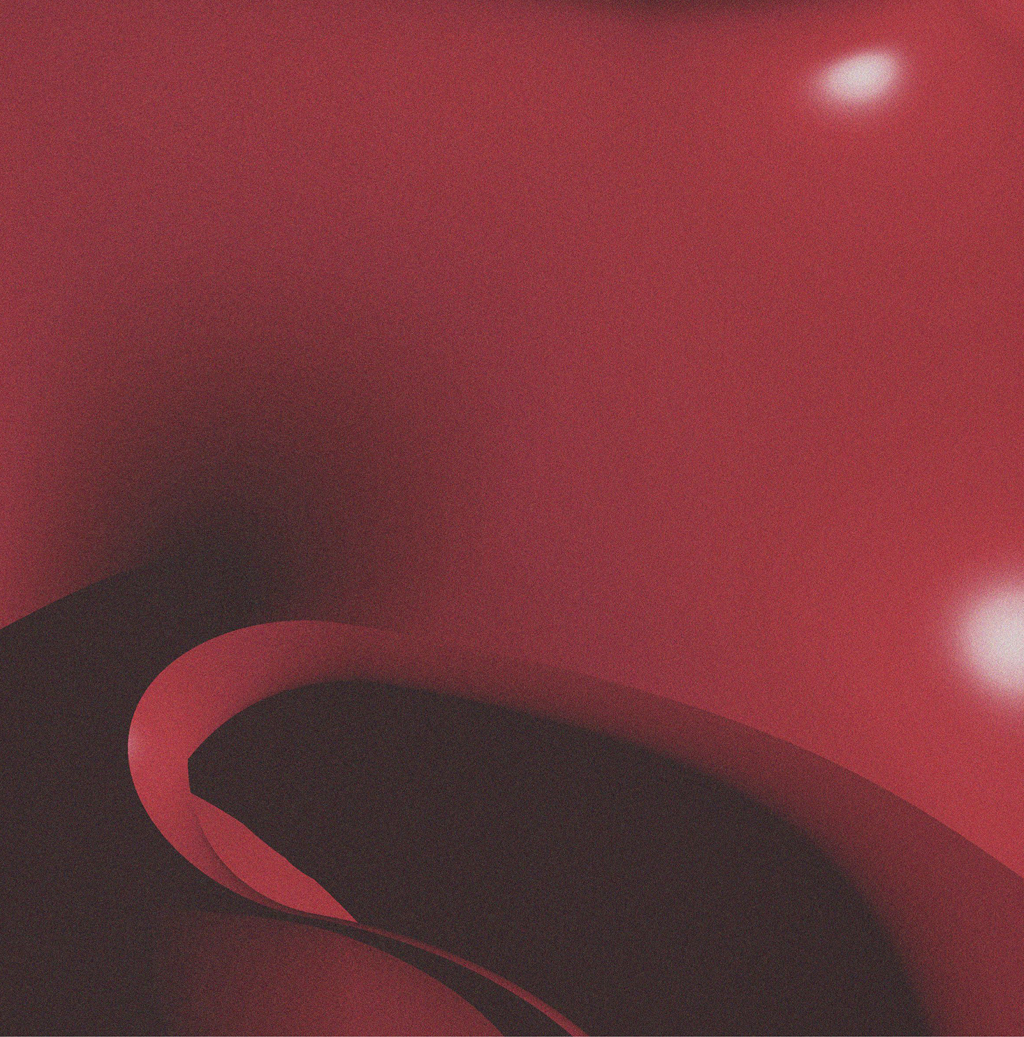
Jaroslava Severova Detail Noise1 Digital Print

### Ocenění
- 2001 Grafika roku, cena CZ- Diatech
- 2002 Grafika roku, cena Mattoni
- 2004 Grafika roku, cena CZ- Diatech
- 2005 Cena Vladimíra Boudníka
- 2007 Grafika roku, cena Nadace ČFVU
- 2008 Grafika roku, čestné uznání
- 2009 Mezinárodní trienále grafiky Krakow, cena primátora města Opole
- 2010 Grafika roku, čestné uznání
- 2011 Grafika roku, Speciální cena IMA
- 2013 Grafika roku, čestné uznání

### Zastoupení ve sbírkách
- Národní galerie v Praze
- Galerie hlavního města Prahy
- Alšova Jihočeská galerie v Hluboké nad Vltavou
- Oblastní galerie v Liberci
- Galerie umění Karlovy Vary
- Galerie výtvarného umění v Ostravě
- Západočeská galerie v Plzni
- Galerie moderního umění v Hradci Králové
- Severočeská galerie výtvarného umění v Litoměřicích
- Museu de Contemporanea de Sao Paulo,
- Museé de Picardie Amiens,
- Unione Industriale Biellese.
- British Council Collection

### Výstavy

#### Autorské
- 1967 Galerie mladých, Mánes, Praha
- 1967 Reekumgalerij, Apeldoorn
- 1968 Galerie Zelle, Reutlingen
- 1969 Viola, Praha
- 1971 Hollar, Praha
- 1978 Galerie ve věži, Mělník
- 1984 Galerie Mladá fronta, Praha
- 1986 Oblastní galerie v Liberci
- 1988 Galerie V. Kramáře, Praha
- 1991 Letohrádek Ostrov nad Ohří, Galerie umění Karlovy Vary
- 1992 Studio Opatov, Praha
- 1993 Galerie V. Špály, Praha
- 1994 České kulturní centrum v Berlíně
- 1995 Galerie výtvarného umění v Ostravě
- 1996 Západočeská galerie v Plzni
- 1996 Galerie umění Karlovy Vary
- 1998 Pražský hrad, Starý palác, Praha
- 2003 Galerie U bílého jednorožce, Klatovy
- 2004 Galerie moderního umění, Roudnice
- 2006 Galerie Magna, Ostrava
- 2007 Galerie moderního umění v Hradci Králové
- 2008 Alšova jihočeská galerie, Wortnerův dům, České Budějovice
- 2013 Oblastní galerie Liberec

#### Skupinové (výběr)
- 1968 International Graphic, Wiener Sezession, Wien
- 1968 Europahaus, Wien
- 1970 World Exhibition, Osaka
- 1970 Nová figurace, Brno
- 1977 Poética Visuais, Museu de Arte Contemporanea de Universidade de Sao Paulo
- 1980 Současná kresba, Brno
- 1981 XV. Biennale de Sao Paulo
- 1983 3rd Print Biennial, Listowel
- 1984 Biennale Krakov
- 1984 Intergrafik Katovice
- 1984 VI. Biennale, Fredrikstad
- 1987 Graphica Atlantica, Reykjavík
- 1987 Premio Internazionale, Biella
- 1988 Forum 88, holešovická tržnice, Praha
- 1988 České zátiší 20. století, Alšova jihočeská galerie, Hluboká n. Vltavou
- 1989 International Art Exposition, Chicago
- 1989 2ème Festival International de gravure de Menton
- 1990 Pocta Jindřichu Chalupeckému, Národní galerie, Praha
- 1990 Jiná geometrie 1 – Maďarské kulturní středisko, Praha
- 1990 Intaglio, CSP, San Francisco
- 1990 Image Imprimé de Tchecoslovaquie, Centre de la gravure, La Louvière
- 1991 Triennale, Krakow
- 1991 Art Basel
- 1991 Jiná geometrie 2, Gerulata, Bratislava
- 1991 Jiná geometrie 3, Mánes, Praha
- 1993 Geometria Bohemia, Muczarnok, Budapest
- 1993 Nová figurace, SČG Litoměřice
- 1994 Minisalon, The World Financial Center, Courtyard Gallery, New York
- 1994 Česká grafika šedesátých let, Národní galerie Praha
- 1994 Otevřené dveře, Mánes, Praha
- 1995 Light and Art, Národní technické muzeum, Praha
- 1997 Socha a objekt, Zichyho palác, Bratislava
- 1997 Tchechische Grafik, Kunstverein, Halle
- 1999 Umění zrychleného času, České muzeum výtvarného umění, Praha
- 1999 Přírůstky sbírek státních galerií, Pražský hrad
- 2000 Alfa 2000 Omega, Portheimka, Praha
- 2000 Proměny řádu, Veletržní palác, Národní galerie v Praze
- 2001 III. mezinárodní triennále grafiky, Palác Adria, Praha
- 2003 7th International Biennial, Györ
- 2003 Budiž světlo, Uměleckoprůmyslové muzeum, Brno,
- 2003/04 Eurografik Moscow 2004 – European Integration Bridge, New Manege Moscow
- 2005 Quinze graveurs tchèques, Galerie de Wégimont, Liège
- 2005 Česká grafika 60. let, České centrum v Paříži
- 2007 Hollar, Clam–Gallasův palác, Praha
- 2007 Soustředěný pohled / Focused View /, grafika 60. let ze sbírek členských galerií Rady galerií České republiky, Oblastní galerie v Liberci
- 2007 5. mezinárodní trienále grafiky, Praha 2007
- 2009 Mezinárodní trienále, Krakov
- 2011 Laureáti ceny V. Boudníka, Galerie Karlovy Vary
- 2011 Prague Days in Seoul, Gallery Space Lou, Seoul
- 2012 Konkrétní podzim, Galerie U přívozu, Hradec Králové
- 2012 Mezinárodní trienále v Krakově, Lettra – Kraków 2012
- 2013 Belgrade Encounters, VII International Printmaking Workshop, Bělehrad
- 2013 Klub konkretistů 45 let poté, Oblastní galerie Vysočiny, Jihlava
- 2014 Konkrétní podzim, Pardubice Fresch gallery, Hradec Králové Galerie Novákovy garáže
- 2015 Laureáti Ceny Vladimíra Boudníka 1994 – 2014, Galerie Hlavního města Prahy, Colloredo – Mansfeldský palác, Praha
- 2015 Význačná díla ze sbírky Jana a Medy Mládkových na zámku v Moravském Krumlově, Museum Kampa

### Kurátor výstav
- 2015 Mladá grafika / studentské práce Oboru Grafická tvorba - multimédia- KVKTT PdF UHK, Galerie Hollar Praha
- 2015 ZNAK, PÍSMO ŠIFRA, Národní technická knihovna, Galerie NTK

### Světelný design
- 2013 Hudební forum Hradec Králové, Filharmonie Hradec Králové
- 2014 Hudební forum Hradec Králové, Filharmonie Hradec Králové, DVD

### Publikace
- Jaroslava Severová, 2008, Machalický J, Drury R, váz. 84 str., Gallery s.r.o., Praha, ISBN 9788086990248
- Česká grafika XX. století, 1997, ed. Bouda J a kol., str. 19, 211, 305, SČUG Hollar, Praha, ISBN 80-902405-0-X
- Nová encyklopedie českého výtvarného umění, 1995, Horová A, ed., str. str.185, 201, 225, 732, 733, Academia, Praha, ISBN 80-200-1209-5